# Piper tamayoanum
Piper tamayoanum är en pepparväxtart som beskrevs av J.A. Steyermark. Piper tamayoanum ingår i släktet Piper och familjen pepparväxter. Inga underarter finns listade i Catalogue of Life.